# Вилья де ла Тапия, Амалия
Амалия Вилья де ла Тапия (исп. Amalia Villa de la Tapia; Потоси, 22 июня 1893 — Кочабамба, 4 марта 1994) была первой боливийской лётчицей. 15 марта 1922 года она стала первой боливийской женщиной, получившей лицензию пилотаи одной из первых женщин-авиаторов в Южной Америке наряду с аргентинкой Амалией Фигередо, пилотировавшей самолет в 1914 году. 7 сентября 1923 года по её просьбе президент Баутиста Сааведра основал Военную авиационную школу в этот день Боливийские ВВС отмечают день своего создания. В 1958 году она получила звание подполковника ВВС, а в 1980 году она стала полковником.

## Биография
Амалия Вилья де ла Тапия родилась в Потоси в 1893 году, в семье Эдуардо Вилья Диаса и Эрнестины де ла Тапия, второй из пяти братьев и сестер. После окончания средней школы она переехала в Такну, Перу, а затем в Лиму. Там в 1916 году окончила школу и стала учительницей начальных классов. По словам исследователя Северы Вильяльба де Санабриа, в 1921 году она начал уроки полетов в Школе гражданской авиации Беллависта, поддерживая учебу своими собственными ресурсами. 15 марта 1922 года де ла Тапия получила квалификацию пилота на экзамене, проведенном в школе на самолете Curtis JN-4 Jenny.

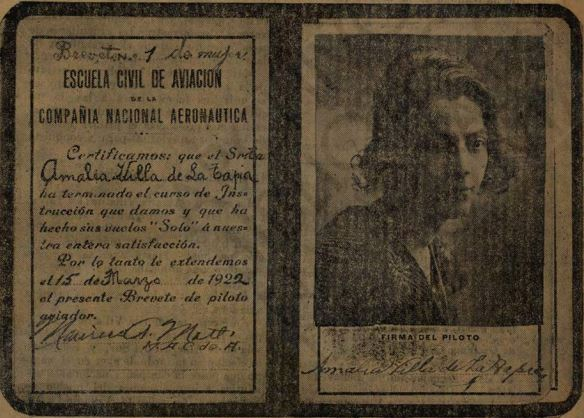
Грамота, врученная Вилье в 1922 году и опубликованная в журнале Feminiflor.

В то время она считалась первой южноамериканской лётчицей. Однако теперь известно, что это была аргентинка Амалия Фигередо.

Амалия получила поздравления от президента Баутисты Сааведры за свои достижения. 10 января 1922 года Конгресс Боливии издал национальный закон, согласно которому была выделена сумма в три тысячи боливиано для покрытия расходов на учебу Вильи в Перу.

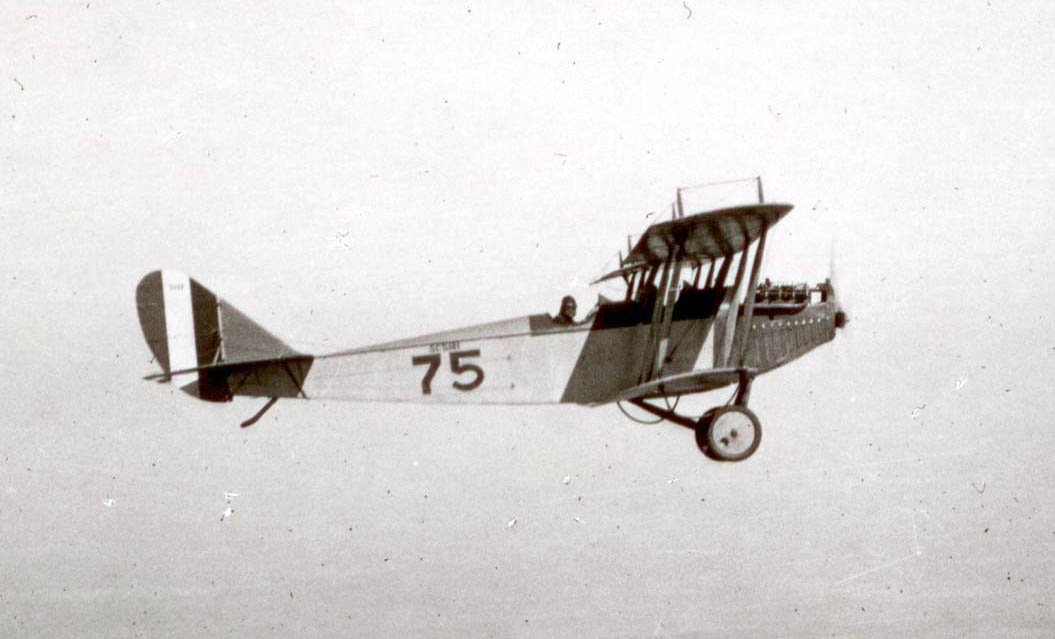
Самолёт Curtiss JN4 Jenny, похожий на тот, который Вилья использовала на экзамене

Вскоре после этого Вилья вернулась в Боливию, и в 1923 году по её предложению 7 сентября президент Верховным указом создал Школу гражданской авиации. Примерно в 1924 году де ла Тапия путешествовала по Европе и Франции и получила свою вторую лицензию авиатора в авиационной школе Кодрон де Кротуа, недалеко от Парижа, в городке Ле Кротуа в 1927 году.
Она попыталась вступить в армию во время войны в Чако, но служба женщин в армии была запрещена. В 1958 году Вилья в возрасте 65 лет была официально принята в состав ВВС Боливии, ей было присвоено звание капитана, а затем и подполковника. В 1980 году в возрасте 87 лет, во время правления Лидии Гейлер, ей было присвоено звание полковника.
Она умерла 4 марта 1994 года в возрасте 100 лет в городе Кочабамба.